# Illegaler Holzeinschlag in Südost- und Osteuropa
Illegaler Holzeinschlag in Südost- und Osteuropa zerstört weitgehend naturbelassene Waldgebiete und Urwälder in Rumänien, Bulgarien, auf dem Balkan und in der Westukraine.

## Hintergrund und Entwicklung
In Osteuropa und Teilen Nordasiens wurde in der Phase der Transformation dieser Länder zur freien Marktwirtschaft auch Raum für zahlreiche illegale Aktivitäten geschaffen. Zusätzlich führten in vielen Staaten der Balkanregion die Balkankriege zu einem Zusammenbruch der staatlichen Institutionen und Kontrollorgane. Auch im Landesmittel niedrige Gehälter, die teilweise kaum zum Lebensunterhalt reichen, begünstigen die Korruption in vielen Ländern.
Bei der Anpassung der nationalen Gesetze an die neuen marktwirtschaftlichen Gegebenheiten wurden die systemimmanenten Widersprüche deutlich: Waldwirtschaft stand gegen das Naturschutzgesetz. In einigen Fällen komme es deshalb „unausweichlich“ zu einem Gesetzesverstoß, auch wenn dahinter keine kriminelle Absicht stecke, urteilte 2008 der World Wide Fund for Nature (WWF). Er forderte widerspruchsfreie Gesetze für das Waldmanagement.

## Rumänien
In Rumänien wurden im Laufe der Transformation des Landes viele Waldgebiete ihren privaten Besitzern zurückgegeben. Viele der privaten Eigentümer holzen illegal Teile ihres Besitzes ab. Waldgebiete bedecken rund 30 Prozent Rumäniens, davon sind fast 10 Prozent Anpflanzungen. Als EU-Mitglied ist das Land an die EU Timber Regulation, die im März 2013 in Kraft trat, gebunden.
Die Chance, bei illegalem Einschlag nicht belangt zu werden, liege bei 90 Prozent, sagt ein Sprecher des WWF in Bukarest.
Bei einer Bestandsaufnahme gingen rumänische Behörden im Jahr 2019 davon aus, dass jedes Jahr rund 38 Millionen Kubikmeter Holz in Rumänien geschlagen werden – 20 Millionen davon illegal. Spätestens im Jahr 2022 hatte sich die Überwachung der rumänischen Wälder laut Greenpeace verbessert – weil bei der Überwachung auf Satellitenbilder zurückgegriffen werde. In den Vorjahren waren in Rumänien mehrere Förster ermordet worden. Im September 2022 führten Strafverfolgungsbehörden in Rumänien im Zusammenhang mit illegaler Abholzung, Geldwäsche, Unterschlagung und Steuerhinterziehung eine landesweite Razzia durch. Von 2020 bis 2022 verdoppelte sich der legale Export von grüner Biomasse aus Rumänien.

## Initiativen und NGOs
Das „Organized Crime and Corruption Reporting Project“ (OCCRP) ist ein Zusammenschluss von Institutionen und Journalisten, die in Osteuropa, dem Kaukasus, Zentralasien und Mittelamerika investigativ arbeiten. Das Netzwerk recherchierte umfangreiche Fakten zum Thema, die in einem Dokumentarfilm mündeten. Die verdeckten Recherchen für „Clear Cut Crimes“ von 2016 zeigen die Verstrickungen von Rumänischen Politikern und dem österreichischen Holzhändler Holzindustrie Schweighofer und deren Chef Gerald Schweighofer in die mafiösen Strukturen des illegalen Holzhandels. Der Film zeigt auch die lokale Bürgermiliz „The Cossacks“ in der West-Ukraine, die sich gegen illegalen Holzeinschlag wehrt.

### NGOs
- The Environmental Investigation Agency, USA

## Filme
- OCCRP 2016: Clear Cut Crimes